# جان ري (سياسي)
جان ري هو محامي ومحامي وسياسي بلجيكي، ولد في 15 يوليو 1902 في لياج في بلجيكا، وتوفي بنفس المكان في 19 مايو 1983. حزبياً، نشط في Liberal Reformist Party (Belgium) ‏ وLiberal Party (Belgium) ‏.

## مناصب
- في انتخابات البرلمان الأوروبي 1979، انتخب عضو في البرلمان الأوروبي عن دائرة المجمع الانتخابي الناطق بالفرنسية لترشحه ضمن قائمة Liberal Reformist Party (Belgium) [الإنجليزية]‏، وقد انضم خلال فترته النيابية (17 يوليو 1979 – 10 يوليو 1980) للكتلة البرلمانية مجموعة حزب الديمقراطيين الليبراليين والإصلاحيين الأوروبيين [الإنجليزية]‏.
- انتخب عضو مجلس النواب من بلجيكا.
- انتخب المفوض الأوروبي للعلاقات الخارجية [الإنجليزية]‏ (7 يناير 1958 – 2 يوليو 1967).
- انتخب رئيس المفوضية الأوروبية (2 يوليو 1967 – 30 يونيو 1970).

## روابط خارجية
- جان ري على موقع مونزينجر (الألمانية)
- جان ري على موقع ميوزك برينز (الإنجليزية)